# Harald Polster
Harald Polster (* 18. August 1954 in Jugenheim) ist ein hessischer Politiker (SPD) und war Abgeordneter des Hessischen Landtags.

## Ausbildung und Beruf
Harald Polster lebt in Pfungstadt und studierte Betriebswirtschaft und schloss das Studium als Diplom-Verwaltungsbetriebswirt ab.
Im Jahr 2000 gab Polster sein Landtagsmandat zurück und wechselte in die Marketingabteilung einer Immobiliengesellschaft der Deutschen Bahn AG. Im Anschluss wechselte er als Geschäftsführer zur „First Rail Property“. Die „First Rail“ erwarb mehr als 1000 nicht mehr benötigte Bahnhofsgebäude. Im März 2005 schied Polster aus dem Unternehmen aus.
Heute ist Polster im Vorstand der Gemeinnützigen Wohnungsbaugenossenschaft Pfungstadt (GeWoBau) und der Energiegenossenschaft Darmstadt-Dieburg eG. Er ist einer der Geschäftsführer des SBC – Der Gebäudedienstleister GmbH sowie Geschäftsführer der Pfungstädter Eigene Energie GmbH.

## Politik
Harald Polster ist Mitglied der Sozialdemokratischen Partei Deutschlands und gehörte unter anderem dem Vorstand der SPD Hessen-Süd an.
Polster war lange Jahre Fraktionsvorsitzender der SPD in der Stadtverordnetenversammlung von Pfungstadt. Derzeit ist er ehrenamtlicher Erster Stadtrat der Stadt Pfungstadt.
Polster wurde 1991 erstmals direkt für den Wahlkreis Darmstadt-Dieburg I in den Hessischen Landtag gewählt und konnte das Direktmandat in den folgenden Landtagswahlen 1995 und 1999 erfolgreich verteidigen. In der SPD-Landtagsfraktion Hessen übernahm er verschiedene Aufgaben, darunter die Sprecherfunktion für die Wirtschafts- und Verkehrspolitik der SPD-Landtagsfraktion Hessen.
Am 30. Oktober 2000 gab er sein Mandat zurück und wechselte zur Deutschen Bahn. Auf ihn folgte Heike Hofmann (SPD) als Landtagsabgeordnete für den Wahlkreis Darmstadt-Dieburg I.
Für die SPD kandidierte Polster 2003 als Landrat im Landkreis Bergstraße. Bei der Landratswahl am 14. März 2003 unterlag er Matthias Wilkes (CDU).